# Agalliopsis moesta
Agalliopsis moesta är en insektsart som beskrevs av Kramer 1976. Agalliopsis moesta ingår i släktet Agalliopsis och familjen dvärgstritar. Inga underarter finns listade i Catalogue of Life.